# 992 Swasey
992 Swasey, asteroid glavnog pojasa. Otkrio ga je Otto Struve, 14. studenog 1922.

## Vanjske poveznice
- Minor Planet Center